# Mazáre Šeríf
Mazáre Šeríf (persky مزار شريف‎) je čtvrté největší město Afghánistánu, největší sídlo v severní části země a hlavní město provincie Balch. Od hlavního města země Kábulu je vzdáleno zhruba 450 km. žije zde přibližně 500 tisíc obyvatel. Největší národnostní skupinu tvoří Tádžikové, následováni Paštúny, Uzbeky a Hazáry. Nejužívanějším jazykem je darí (afghánská perština) následována paštštinou (paštó) a uzbečtinou.

## Moderní historie
V roce 1964 byla postavena s pomocí Sovětského svazu průsmyková silnice, která spojuje Mazáre Šeríf s hlavním městem Kábulem. Během sovětské války v Afghánistánu zde byla zřízena základna, odkud sovětská armáda bojovala proti povstalcům.
V 90. letech bylo město řízeno organizací v čele s Abdulem Rašídem Dostúmem a ve srovnání se zbytkem Afghánistánu zde vládl relativní klid. V letech 1997 a 1998 však bylo město dvakrát dobyto povstaleckým hnutím Tálibán, přičemž po druhém dobytí zde proběhl masakr 8000 civilních obyvatel. Teprve v listopadu 2001 Tálibán nad městem ztratil kontrolu, poté co byl v bitvě o Mazár-e Šaríf poražen vojsky Severní aliance podporované USA.
Mazáre Šeríf se stalo se prvním městem v Afghánistánu propojeným po železnici se sousední zemí; železniční doprava do Uzbekistánu byla zahájena v prosinci 2011. Nákladní vlaky přijíždí do stanice nedaleko místního letiště, kde se zboží překládá na nákladní automobily nebo letadla.
V srpnu 2021, krátce po stažení většiny amerických vojáků v souvislosti s ukončením spojenecké mise, město znovu ovládlo hnutí Tálibán; stalo se tak během jediného dne po ofenzivě z několika směrů.
Počet obyvatel v roce 1979 činil 103 372, v roce 2006 byl odhadován na 300 600 a roce 2021 zde žilo už přes 500 tisíc obyvatel.